# Eloísa Cañizares
Eloísa Cañizares (Valencia, 5 de marzo de 1923 - Villa de Merlo, 5 de noviembre de 2002) fue una actriz de origen español que desarrolló gran parte de su carrera artística en Argentina.

## Biografía
A los 9 años debutó en la compañía de la reconocida Margarita Xirgu, donde también participaban sus padres Eloísa Vigo y José Cañizares. En 1937 se radica junto con su familia en la ciudad de Buenos Aires y en 1938 debutó en cine con un breve rol en Bodas de sangre, de Edmundo Guibourg, basada en la obra de Federico García Lorca. En sus comienzos en Argentina alternó la actividad teatral, realizando giras por países como Chile y Perú, con Alejandro Flores y Lola Membrives, e incursionando activamente de radioteatros.
En cine, fue convocada por Pedro E. Pico en 1942 para actuar en La novia de los forasteros, con Pepita Serrador, y en un corto rol para La importancia de ser ladrón. En este medio, ella reconoció que fue encasillada para cumplir labores de mujer fatal. En sus siguientes papeles, actuó en un drama romántico con Jorge Salcedo y Nélida Bilbao, y a mediados de la década compuso a Lisette, la mucama en El juego del amor y del azar, con dirección y guion de Leopoldo Torres Ríos, basado en una obra de Pierre de Marivaux con la protagonización estelar de Silvia Legrand. 
En 1947 con el mismo director, fue actriz de reparto en Santos Vega vuelve, que fue un éxito basado en un poema de Rafael Obligado, donde un cantor toma posesión de una estancia y recibe la misión de vengar a su antepasado Santos Vega y derrotar a Juan Sin Ropa, interpretado por Pedro Maratea.
En 1952, al casarse con un empresario, se radicó por doce años en Mendoza, donde fue nombrada directora general del Departamento de Arte Escénico de la Universidad Nacional de Cuyo. Regresó a la cinematografía recién en 1961, cuando actuó en La maestra enamorada, comedia que presentaba cuadros musicales de Lolita Torres. De ese año a 1965 dirigió el departamento de Teatro del Canal 7 (posterior televisión pública). A partir de ese mismo año, se dedicó profundamente al teatro y a la televisión, destacándose en El sátiro, miniserie de crimen transmitida por Canal 9. El 27 de noviembre de 1965 con puesta en escena de Lola Membrives interpreta Bodas de Sangre por Canal 9 de Buenos Aires. En televisión se volvió a destacar en Nino, las cosas simples de la vida, que fue llevada a Perú e interpretó a Adelaida, y en el mismo año encarnó a Antonia por Canal 13 en Así amaban los héroes, con Luisina Brando. 
Dos años después, regresa al cine con Los caballeros de la cama redonda, su primer papel en la comicidad al lado del dúo Porcel-Olmedo.
En 1972-73, participa del teleteatro: La Selva es mujer, en Canal 13. En 1974 participó del teleteatro Cachilo.
A finales de los años 1970 y durante los años 1980 presentó varios unipersonales, entre ellos el que más satisfacciones le brindó, Federico García Lorca y yo, donde recordó aquella época de su niñez en que su padre frecuentaba la compañía del poeta. Entre estos años fue llamada en múltiples oportunidades para hacer cine, creando personajes como la Sra. de Pereyra (Carmiña), la Socorro (Un terceto peculiar), o Mirra (Diablito de barrio), uno de los filmes más exitosos de Juan Carlos Altavista. Mientras tanto, en el medio televisivo, se la podía ver en Renato como Doña Anyela, o en Propiedad horizontal, con guiones de Nené Cascallar, una de las libretistas más importantes de la época. Sin embargo, los ciclos más exitosos ocurrieron a mediados de la década de 1980 con Lucía Bonelli, con Analía Gadé; Duro como la roca, frágil como el cristal, con Selva Alemán; y Valeria, con María Vaner que fue emitido también en Italia en 1991. En 1988, Cañizares sufrió un accidente cerebrovascular, del que se pudo recuperar difícilmente, por lo que abandonó la actividad en 1989, cuando interpretó a Madame Françoise en El duende azul.
Retirada de la actividad en San Luis, falleció a los 79 años de una larga enfermedad el 5 de noviembre de 2002 en la localidad de Merlo, según informó la Asociación Argentina de Actores (AAA).

## Filmografía
- Bodas de sangre (1938)
- La novia de los forasteros (1942)
- Un atardecer de amor (1943)
- El juego del amor y del azar (1944)
- Santos Vega vuelve (1947)
- La maestra enamorada (1961)
- El bruto (1962)
- Los caballeros de la cama redonda (1973)
- Cachilo (1974)
- Carmiña (Su historia de amor) (1975)
- Más allá del sol (1975)
- El gordo de América (1976)
- Yo también tengo fiaca (1978)
- La carpa del amor (1979)
- Un terceto peculiar (1981)
- Diablito de barrio (1983)
- Sucedió en el internado (1985)
- Cuidado, hombres trabajando (inédita - 1986)